# Luxemburgo en los Juegos Olímpicos de Turín 2006
Luxemburgo estuvo representado en los Juegos Olímpicos de Turín 2006 por una deportista que compitió en patinaje artístico.  
La portadora de la bandera en la ceremonia de apertura fue la patinadora artística Fleur Maxwell. El equipo olímpico luxemburgués no obtuvo ninguna medalla en estos Juegos.